# 国机精工
国机精工股份有限公司（前称“洛阳轴研科技股份有限公司”；深交所：002046，简称：国机精工）是中國機械工業集團有限公司旗下的一间公司，前身为1958年成立的洛陽軸承研究所，主要业务为精密及特种轴承、高速机床主轴、轴承专用工艺装备和检测仪器以及轴承特种材料的研究、开发、生产和销售。2005年在深圳證券交易所上市，2005年5月18日公开发行人民币普通股2500万股，发行价格为每股6.39元，发行总金额1.5975亿元, 募集资金1.48亿元。現任董事長吳宗彥。
2008年，该公司中國機械工業集團有限公司收購，已被國務院批准。2016年8月7日，该公司发布公告，披露收购同属国机集团的国机精工有限公司全部股份的计划，并于2017年完成。2020年12月18日，公司更为现名。